# Кападокијски јавор
Кападокијски јавор (Acer cappadocicum) је јавор који је 1785. описао немачки лекар и ботаничар Гледич (Johann Gottlieb Gleditsch, 1714-1786). Епитет cappadocicum је латинизирани назив придева кападокијски. У Турској се назива петопрсти јавор (Beşparmak akçaağaç), у Пакистану Kilpattar, а у Кини зеленокори јавор (青皮枫, ђинг пи фенг).

## Опис врсте
То је листопадно дрво средње висине 10-20 m, са широком, заобљеном круном. Кора је зеленкастосива, на младим стаблима глатка, касније плитко ужлебљена. Гранчице црвенкастозелене, јаке, голе са светлијим линијама. Зимски пупољци округласти, споља голи, ивице љуспи ретко длакаве. 
Листови су наспрамни, прстасто режњевити са 5-7 режњева, ширине 6–15 cm, адаксијално тамнозелени, абаксијално светлији; обично дужи него што су шири 4-12(-20) × 5-20 cm, са 3-7 примарних нерава, основа лиске заобљена, обод цео. Лисне дршке 7-12 cm дуге, танке, голе, испуштају млечни сок када се поломе.
Петочлани цветови, хермафродитни или мушки, у рано пролеће (април), у гроњама 15-30 заједно, жутозелене боје са круницом дужине 3-4 mm, 8 прашника и тучак са дворежњевит жиг.. 
Плод је шизокарпијум две крилате орашице, сличан плоду млеча; сама орашица је округластотроугласта пречника 6–11 mm, веома спљоштена, дебљине 2–3 mm. Дршке плодова 2-2,5 cm. Криоца су дуга 2,5-3 cm, широко раширена, леђне линије крила скоро под 180°. Плодоношење у августу.

## Ареал
Пореклом је из Азије, од централне Турске (Кападокије) источно од Кавказа, Хималаји (Бутан, север Индије, Кашмир, Непал, Пакистан), до југозападне Кине (Гуејџоу, западни Хубеј, јужни Шенси, Сичуан, Аутономна регија Тибет, Јунан). Јавља се у мешовитим лишћарско-четинарским шумама од 1500 до 3000 m. 

## Биоеколошке карактеристике
Кападокијски јавор лако се узгаја на влажним, хумусним и добро дренираним земљиштима потпуно осунчаним до оних у делимичној сенци. Преферира кисела земљишта са равномерно одржаваном влагом. Избегава сува тла; подноси ниске температуре до -20оC. Показују тенденцију стварања бројних коренских избојака који прерастају у мање или веће клонске популације, што је неуобичајено за јаворе. Хибридни јавор Acer × zoeschense Pax има исту тенденцију па се претпоставља да је кападокијски јавор један од родитеља; други родитељ је вероватно Acer campestre L.

## Значај
Кападокијски јавор је у Британију интродукован 1838. године; у Европи се узгаја као украсна врста у пределу због симетричне круне и жутих листова пре опадања у јесен. У Северној Америци ретко се користи.
Дрво се користи за израду пољопривредних алатки, стубова и намештаја.

## Унутарврсни таксони

### Варијетети
Постоје три варијетета, које се понекад третирају као подврсте: 
- Acer cappadocicum var. cappadocicum. из Турске, Кавказа и северног Ирана.
- Acer cappadocicum var. indicum (Pax) Rehd. (syn. var. cultratum (Wall.) Bean). са Хималаја где се јавља у листопадним шумама од  2700 m до 3000 m над морем.
- Acer cappadocicum var. sinicum Rehd. из Кине, са мањим обично петорежњевитим листовима и бакарцрвеним младим леторастима.

Неки аутори Acer lobelii Ten. из јужне Италије такође третирају као подврсту кападокијског јавора. Источноазијске сродне врсте Acer amplum Rehder,  Acer pictum Thunb. и  Acer truncatum Bunge често у култури уносе забуну у детерминацији. 

### Култивари
Најпознатија два култивара су  A. cappadocicum 'Aureum' са црвеним младим листовима који прелазе у златножуту и остају тако неколико недеља и
A. cappadocicum 'Rubrum' са крвавоцрвеним листовима. 
Оба су носиоци награде за вртне заслуге Краљевског хортикултурног удружења Британије.